# Allée Sonia-Rykiel
L'allée Sonia-Rykiel est une promenade piétonne du 6e arrondissement de Paris, située dans le Quartier Notre-Dame-des-Champs, à Saint-Germain-des-Prés.

## Situation et accès
L'allée Sonia-Rykiel se situe sur le terre-plein central du boulevard Raspail, entre la rue du Cherche-Midi et la rue de Rennes.
L'accès à la place se fait par la ligne 12 à la station Rennes.

## Origine du nom

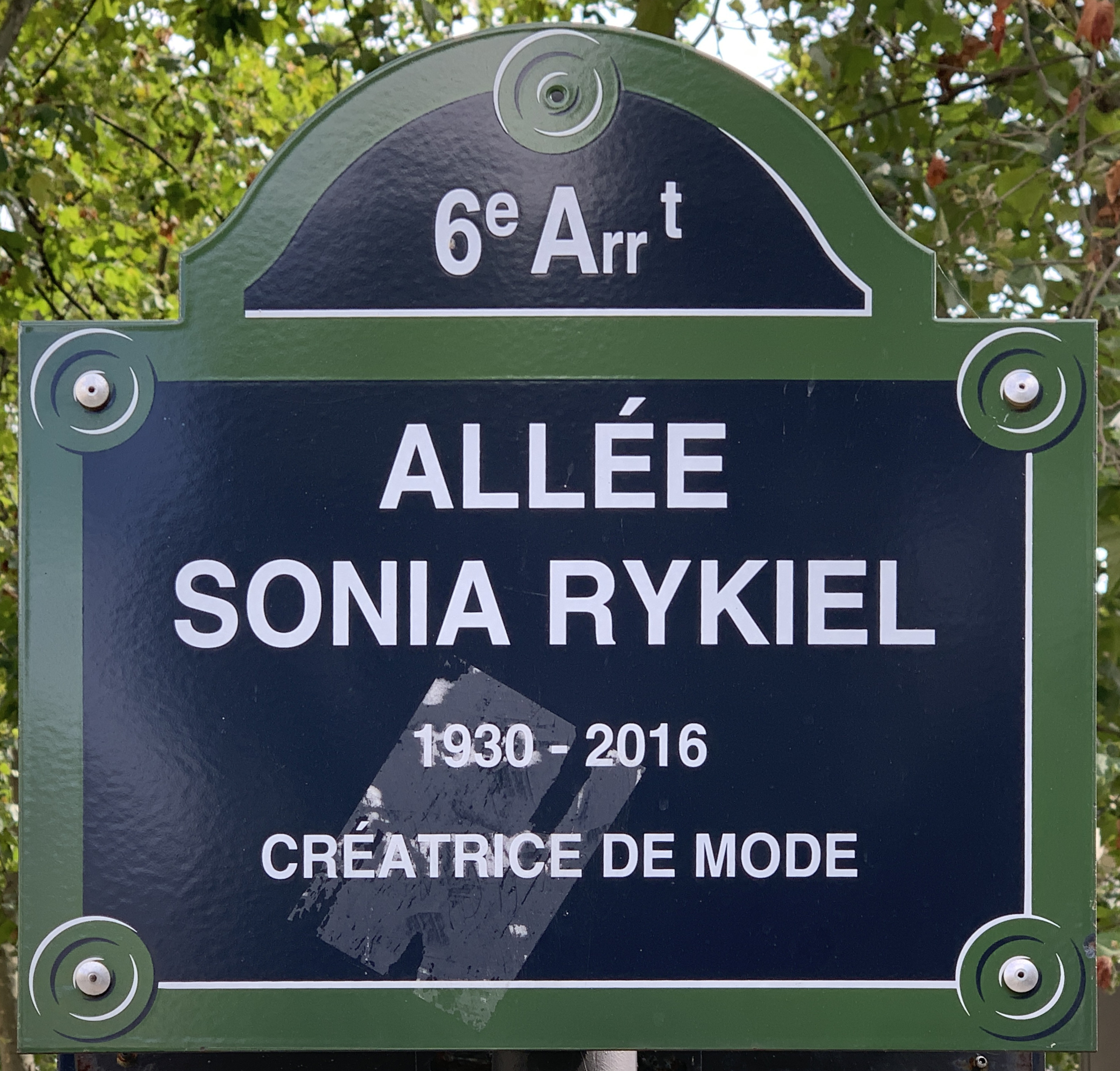
Plaque de l'allée.

Elle doit son nom à la créatrice de mode française Sonia Rykiel.

## Historique
L'allée a pris sa dénomination en 2018 sur une décision du Conseil de Paris de septembre 2017,,.

## Bâtiments remarquables et lieux de mémoire
Un marché biologique se tient chaque dimanche matin sur l'allée Sonia-Rykiel.
La bibliothèque André-Malraux jouxte l'allée, côté rue de Rennes.